# Narragodes comminuta
Narragodes comminuta là một loài bướm đêm trong họ Geometridae.